# Double sens (figure de style)
Pour les articles homonymes, voir Double sens.
 (août 2009).
Le double sens est un jeu de mots semblable au calembour, dans lequel une expression orale peut être comprise de l'une ou l'autre des deux manières, des deux sens.
Le premier, est une signification littérale innocente, alors que la deuxième signification repose sur la polysémie d'un des termes, qui nécessite un instant, par la pratique de l'ironie, que l'interlocuteur sorte le mot de son contexte naturel pour lui attribuer une signification seconde. Cette dernière a alors pour effet de provoquer un rire, un sourire, ou une profondeur de réflexion qui efface le premier sens.
Le caractère « osé », en anglais « risqué », souvent de nature sexuelle, est un élément central pour que les gens comprennent ce qu'est le double sens ; en effet le dictionnaire anglais Oxford English Dictionary définit le double sens comme « double signification » ; un mot ou une expression ayant un double sens, particulièrement utilisé pour donner une signification déplacée voire grossière ». Un exemple britannique : une femme entre dans un bar et “asked for a double entendre”, demande un « double sens », alors le barman « lui a donné un », “gave her one”. La phrase pourrait signifier l'un ou l'autre que le barman lui a donné un exemple, ou qu'il a eu des rapports sexuels avec elle. Les expressions peuvent contenir d'autres formes d'ambiguïtés, des exemples célèbres étant l'utilisation du mot « Logos » dans l'évangile de Jean, et la phrase “Let him have it”, « Tue le ! », qui aurait été dite par Derek Bentley, mais normalement ne sont pas classés comme « double sens ».
Quand une insinuation est employée dans une phrase, elle pourrait rester complètement indétectée par quelqu'un qui n'était pas au courant de la signification cachée, et lui ou elle ne trouverait rien de notable au sujet de la phrase (hormis d'autres personnes la trouvant pleine d'humour pour apparemment aucune raison). Peut-être parce que l'insinuation n'est pas considérée comme blessante par ceux qui ne comprennent pas l'implication cachée, elle est souvent répandue dans des sitcoms et autres comédies qui seraient sinon considérées comme inappropriées pour les enfants. Les enfants trouveraient une comédie drôle, mais parce que la plupart des enfants ne comprennent pas l'implication cachée dans l'insinuation, ils la trouveraient drôle pour une raison complètement différente de celle de la plupart des adultes.

## Comédie britannique
Les sous-entendus à caractère sexuel sont communs dans les sitcoms britanniques et les comédies à la radio tels que I'm Sorry I Haven't a Clue, « je suis désolé, je n'en ai pas la moindre idée ». Par exemple, Are You Being Served?, Mme Slocombe fait des allusions fréquentes à sa « chatte », comme : « C'est un miracle que je sois ici, vous savez. Ma chatte était toute mouillée. J'ai dû la sécher devant le feu avant de partir » ; “It's a wonder I'm here at all, you know. My pussy got soakin' wet. I had to dry it out in front of the fire before I left.” Un enfant pourrait trouver ce rapport drôle simplement en raison des références à son chat, tandis qu'un adulte détecterait l'insinuation (la « chatte » est l'argot sexuel pour la vulve).

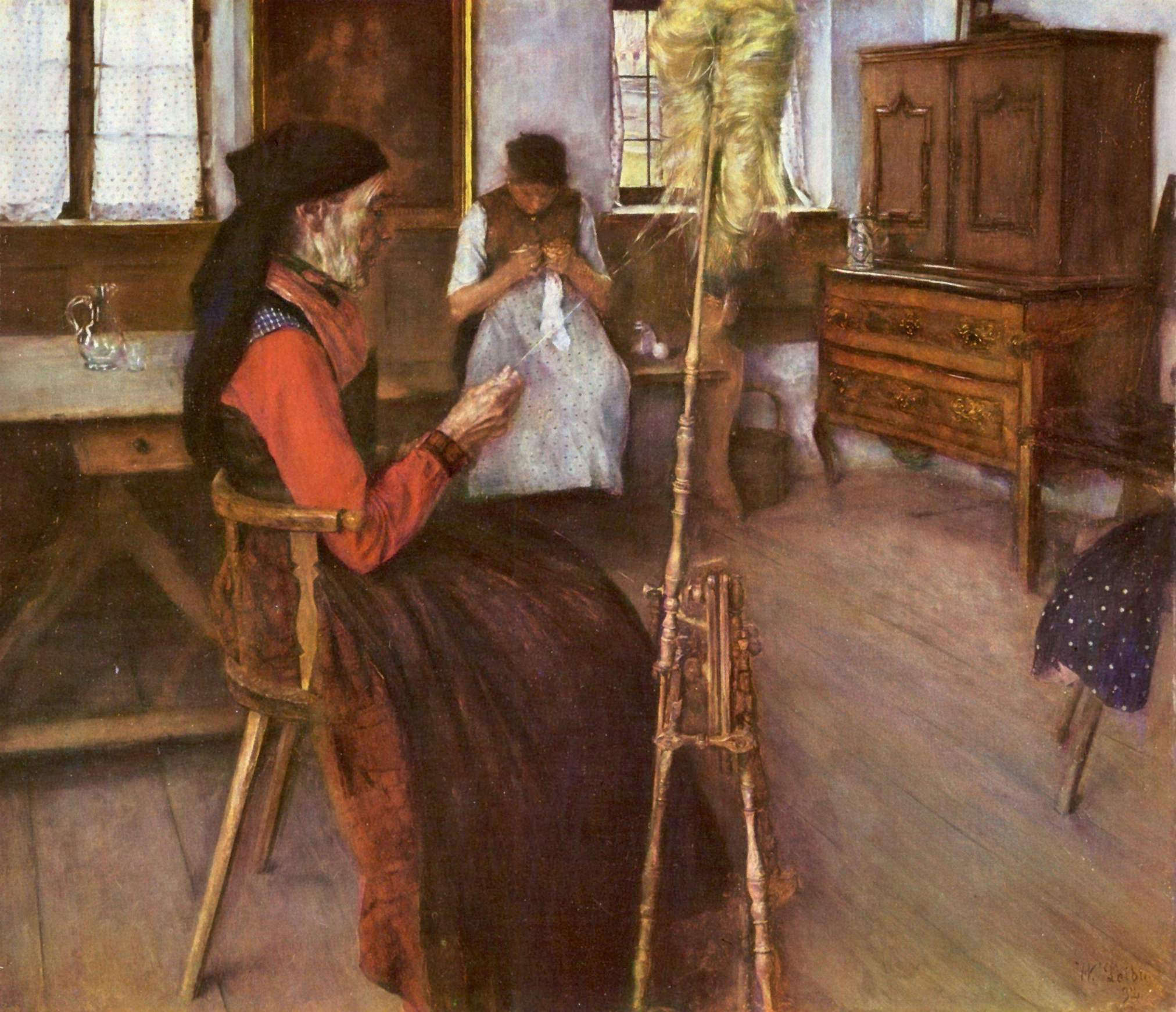
Lin sur une quenouille.

Les sous-entendus ont été employés bien avant les temps modernes et existaient déjà dans les temps shakespeariens. En effet, Sir Toby dans Twelfth Night (La Nuit des rois) est vu en train de dire, dans la référence aux cheveux de Sir Andrew, qu’« ils accrochent comme du lin sur une quenouille ; et j'ai l'espoir (Sir Toby) de voir une femme de ménage te (monsieur Andrew) prendre entre ses jambes et de faire ce qu'il faut » ; “it hangs like flax on a distaff; and I (Sir Toby) hope to see a housewife take thee (Sir Andrew) between her legs and spin it off”. La nourrice dans Roméo et Juliette raconte que son mari disait à Juliette, quand elle apprenait à marcher : “Yea, dost thou fall upon thy face? Thou wilt fall backward when thou hast more wit”; « oué, est-c' que' tu tombes la tête en avant ? tu tomb' ras en arrière quand t'auras plus d'esprit ». Dans Hamlet, Hamlet tourmente Ophélie avec une série de calembours sexuels comme country (semblable à cunt).
Les attitudes envers ce genre d'humour ont changé énormément depuis le XIXe siècle. Dans le théâtre victorien, les sous-entendus sont considérés comme désagréables, en particulier pour les dames dans l'assistance, et n'ont plus été permis. Dans le music-hall, d'autre part, l'insinuation avait une utilisation constante dans les chansons. Au XXe siècle, il a commencé à y avoir un peu de restriction de l'obscénité, y compris quelques poursuites. C'était le travail du Lord-chambellan d'examiner les manuscrits de toutes les pièces de théâtre pour censurer l'indécence. Néanmoins, quelques comédiens ont continué malgré tout à faire avec. Max Miller avait deux livres de plaisanteries, un livre blanc et un livre bleu, et demandait au public de quel livre il voulait entendre les histoires. S’il choisissait le livre bleu, il pouvait raisonnablement être sûr de n'offenser personne puisque c'était son choix.
« The blue », genre d'humour à base de sous-entendus, n'est pas diffusé à la radio ou au cinéma à ce moment-là, mais par la suite et progressivement, il a commencé à apparaître durant la fin des années 1950 et années 1960. Particulièrement significatifs étaient à cet égard les films de Carry On films et les séries par radio de BBC Round the Horne. Spike Milligan, auteur de The Goon Show, « l'exposition de crétins », a remarqué que beaucoup de « blue innuendo » est venu des plaisanteries de soldats, qui étaient comprises par la majeure partie du régiment (tous ceux qui avaient servi en tant que soldats enrôlés) et plusieurs du public, mais qui passaient au-dessus de la tête de la plupart des producteurs et des directeurs de la BBC, qui étaient la plupart du temps officiers.
En 1968, le service du Lord-chambellan a cessé d'avoir la responsabilité de la censure des divertissements en direct. À partir des années 1970 les sous-entendus étaient devenus largement dominants à travers une grande partie des médias Britanniques.

## Ses différentes apparitions

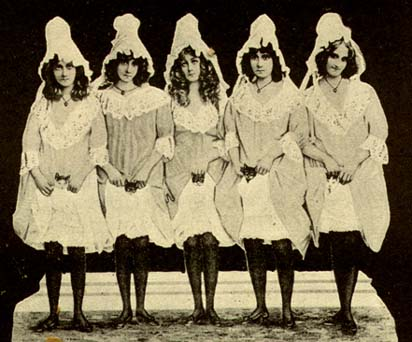
The Barrison Sisters reveal their “pussies”.

Un des premiers exemples du double sens dans la culture Américaine était un acte de vaudeville du XIXe siècle, les Barrison Sisters. Elles dansaient, soulevant leurs jupes légèrement et demandaient au public : « Aimeriez-vous voir mon minou ? », “Would you like to see my pussy?” Après une réponse enthousiaste, elles relevaient plus vers le haut de leurs jupes, révélant un chaton vivant fixé au-dessus de leurs cuisses. Dans ce cas, le public attendait de voir un sexe féminin (pussy) et il ne voyait que l'animal, le même mot ayant ces deux sens.
Les doubles sens paillards étaient la spécialité de Mae West, dans ses représentations de vaudeville au début de sa carrière aussi bien que dans ses films plus tard.
En bande dessinée, dans le comic book Viz comic (en) se trouve une partie nommée Finbarr Saunders and his Double Entendres, au sujet d'un jeune qui apprécie les doubles sens. À la moindre audition d'un double sens, Finbarr ricane d'un air entendu « Fnarr fnarr! ». Cette bande dessinée inverse souvent le concept du double sens, avec les lignes qui sont apparemment à flagrantes connotations sexuelles, mais qui peuvent être interprétées tout à fait innocemment.
La Three's Company, un sitcom comique au sujet d'un jeune homme vivant platoniquement avec deux jeunes femmes, fut diffusé sur ABC de 1977 à 1984. Le personnage principal du programme, Jack Tripper, (John Ritter) mène ses deux compagnons de chambre féminines célibataires attirantes à des mésaventures pleines de sous-entendus et enclines à la grosse farce. Bien qu'il n'ait jamais rompu son vœu de garder un rapport « strictement platonique » avec ses compagnons de chambre, la série était pleine de double sens suggérant autre chose.
Un exemple plus récent du double sens se trouve dans la sitcom américaine Arrested Development. Le personnage principal, Michael Bluth, est souvent amené dans l'histoire à des malentendus, par le fait qu'il ne comprenne pas les situations ou paroles à cause de la mauvaise interprétation d'un double sens. On peut retrouver ce genre de situation dans l'épisode ou sa petite amie anglaise l'appelle affectueusement « chaton » (pussy), qu'il comprend mal en pensant qu'il manquait de masculinité.
Harvey Birdman, Attorney at Law, une série animée de la télévision américaine, fait des utilisations de double sens prolongés. Harvey Birdman, mandataire à la loi, une série américaine animée de TV, fait l'utilisation prolongée de doubles entendres. Phil Ken Sebben, (le patron de Harvey chez Sebben&Sebben) est connu pour sa rengaine « ha ha… », qui suit le mot ou l'expression qu'il a réalisée, double sens ou paroles absurdes Non sequitur. Par exemple, après qu'il a été volé, il pleure « mon bureau ! Cambriolé ! Pillé ! Volé ! Ha ha… reins », “My office! Burgled! Plundered! Purloined! Ha ha… loins”. C'est une plaisanterie intensivement répétée dans la série.
Un autre double sens classique est le titre de la chanson des The Bellamy Brothers « si je vous disais que vous avez un beau corps, vous le maintiendriez contre moi ? », “If I Said You Had a Beautiful Body, Would You Hold It Against Me?” où « le » se rapporte au rapport ou au corps en question. Le titre de cette chanson vient d'un épisode du show comique britannique Monty Python's Flying Circus, où un homme emploie un livre de traduction Hongrois-anglais en Angleterre, provoquant de multiples exemples de doubles sens et de sens simples prévus pour se faire passer en tant que double ; cependant, l'utilisation collégiale de « maintiens-le contre moi », “hold it against me” longue expression a précédé le sketch des Monty Python.
Dans La Mise en scène de la vie quotidienne, le sociologue Erving Goffman relève un usage courant du double sens oral : il permet à deux personnes d'échanger des informations, dont le contenu respecte apparemment les conventions sociales, mais dont le sens double permet de les dépasser. Il est très utilisé par un subordonné qui se trouve en situation de diriger un supérieur, pour faire comme s'il lui obéissait, alors qu'en réalité il lui dit ce qu'il doit faire. Ainsi, lorsque le subordonné qui a une longue expérience du travail, alors que son directeur est jeune et sort de l'école. Ces propos a double sens existent aussi dans l'intimité familiale sous forme de prière, pour demander à un parent quelque chose qu'on ne pourrait lui demander trop clairement sans mettre en jeu son statut convenu.